# Nuno Ribeiro

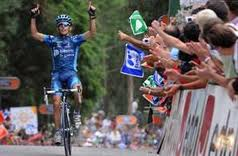
Nuno Ribeiro

Nuno Jorge Gaspar Ribeiro (* 9. September 1977) ist ein ehemaliger portugiesischer Radrennfahrer.
Nuno Ribeiro begann seine Karriere 2000 bei dem portugiesischen Radsportteam Barbot-Torrie. 2002 konnte er den GP Abimota und den Circuito de Nafarros gewinnen. Daraufhin wechselte er zu L.A.-Pecol. Hier konnte er mit einem Etappensieg bei der Portugal-Rundfahrt auch die Gesamtwertung für sich entscheiden. Zu Beginn der Saison 2005 wechselte er zu dem spanischen ProTeam Liberty Seguros-Würth. Beim Giro d’Italia bekam er dann ein Startverbot wegen überhöhtem Hämatokritwert und wurde daraufhin von Manolo Saiz aus der Mannschaft geworfen. Er kam kurz darauf wieder bei seinem alten Team unter. Im September 2009 wurde er wegen EPO-Dopings durch den Weltradsportverband UCI für zwei Jahre gesperrt.
Ende der Saison 2014 beendete er seine Karriere. Er wurde Teamchef des Radteams W52-FC Porto. 2024 wurde er Ribeiro wegen Handel, Besitz und Lieferung von illegalen Substanzen für 25 Jahre gesperrt.

## Erfolge
2003
- Gesamtwertung und eine Etappe Volta a Portugal

2008
- Gesamtwertung Grand Prix CTT Correios de Portugal
- eine Etappe Volta a Portugal

2009
- Gesamtwertung und eine Etappe Volta a Portugal

## Teams
- 2000 Barbot-Torrie
- 2001 Barbot-Torrie
- 2002 Barbot-Torrie
- 2003 L.A.-Pecol
- 2004 L.A.-Pecol
- 2005 Liberty Seguros-Würth (bis 6. Mai)
- 2005 L.A.-Liberty (ab 1. Juli)
- 2006 L.A. Aluminios-Liberty Seguros
- 2007 Liberty Seguros
- 2008 Liberty Seguros
- 2009 Liberty Seguros

- 2012 Efapel-Glassdrive
- 2013 Efapel-Glassdrive
- 2014 OFM-Quinta da Lixa